# Maybach Exelero
La Maybach Exelero est un luxueux supercar coupé sport, dessiné par le constructeur haut de gamme allemand Maybach. Présentée officiellement au public en mai 2005 à Berlin, cette automobile unique est le résultat d'une commande du fabricant de pneumatiques Fulda.

## Historique
En 1938, Fulda fait appel à Maybach pour développer une voiture capable d'établir de nouveaux records, comme dépasser les 200 km/h, et équipée de ses pneumatiques. Une version particulière de la Maybach SW38 est créée et mue par un moteur six-cylindres de 140 ch. Avec un profil aérodynamique, elle atteint la vitesse de 200 km/h.
Dans le but de commémorer cette coopération et les cent ans de la marque, Fulda sollicite à nouveau Maybach pour réaliser un projet similaire, un coupé sportif haut de gamme, et expérimenter un pneu haute performance dénommé « Carat Exelero » pouvant supporter les 350 km/h. Maybach développe ainsi, en deux ans, ce modèle basé sur la Maybach 57 et nommée « Exelero ». Klaus Ludwig a été le pilote d'essai de Fulda pour la Maybach.

## Conception
Plutôt que de conserver en l'état le V12 bi-turbo de la Maybach, les ingénieurs ont décidé d'y apporter quelques retouches afin de mieux coller aux volontés de Fulda. La cylindrée est donc passée de 5,6 à 5,9 L et le turbo optimisé pour une puissance de 700 ch et un couple de 1 020 N m. Les performances sont du même ordre avec une vitesse maximale supérieure à 350 km/h (351,4 km/h réalisé sur le circuit de Nardò en Italie, record du monde de vitesse pour une limousine chaussée de pneus de série) et un 0 à 100 km/h effectué en 4,4 secondes et ce malgré un poids de 2,7 tonnes.

## Pneumatiques
Fulda a créé pour le modèle des pneus mesurant 315/25 montés sur des jantes de 23 pouces signées Ronal. Une roue complète pèse 46 kg.

## Prix
Son prix est d'environ quatre millions d'euros mais sa production a coûté huit millions. En 2011, c'est le rappeur américain Birdman qui a acheté l'unique exemplaire de ce concept-car.

## Galerie

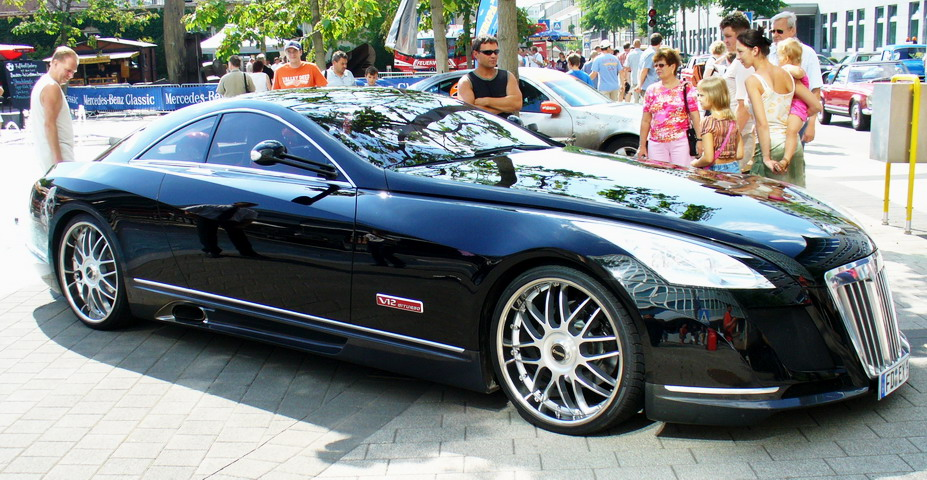
La Maybach Exelero à Stuttgart en 2005
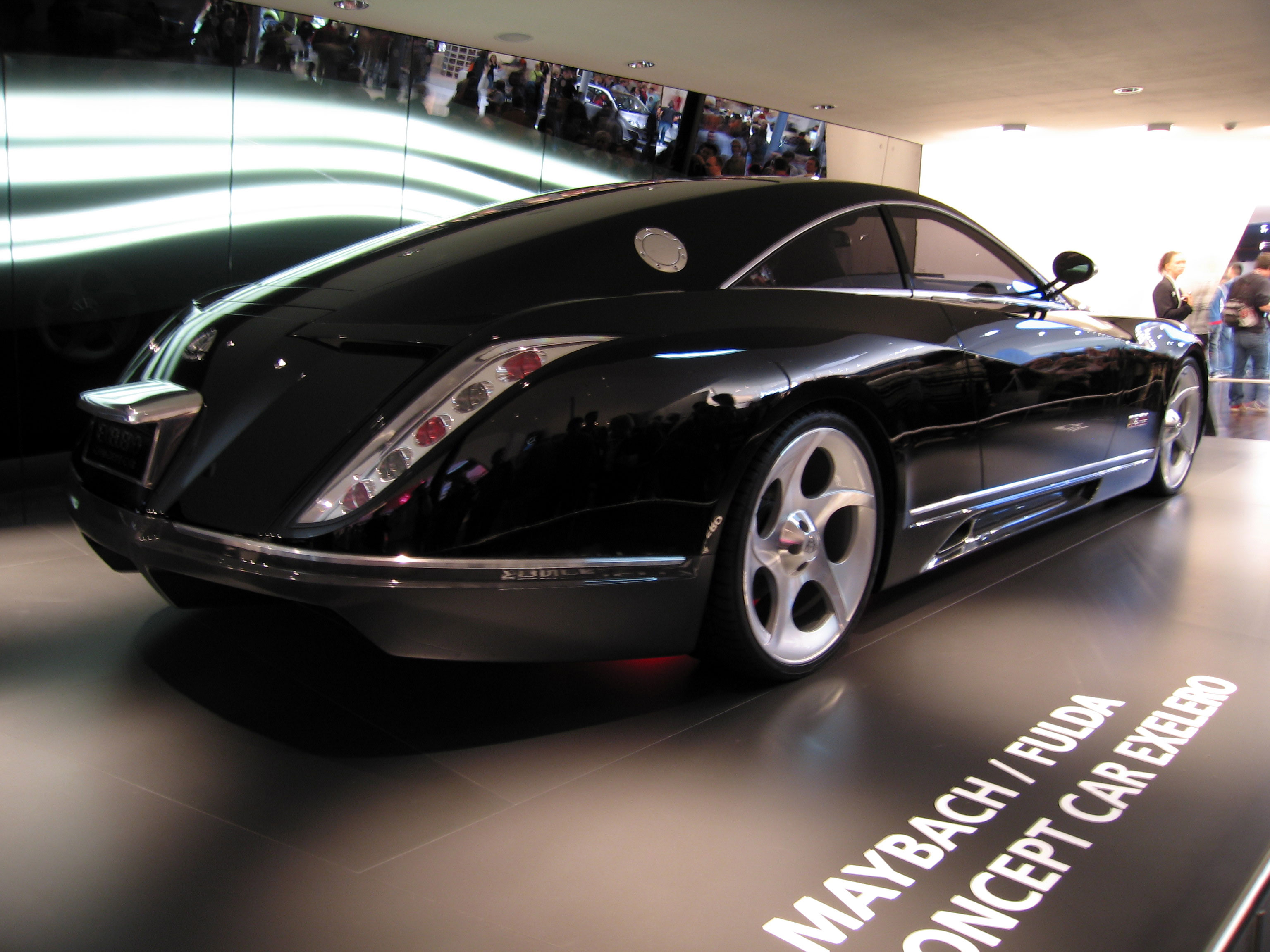
Vue de trois-quarts arrière
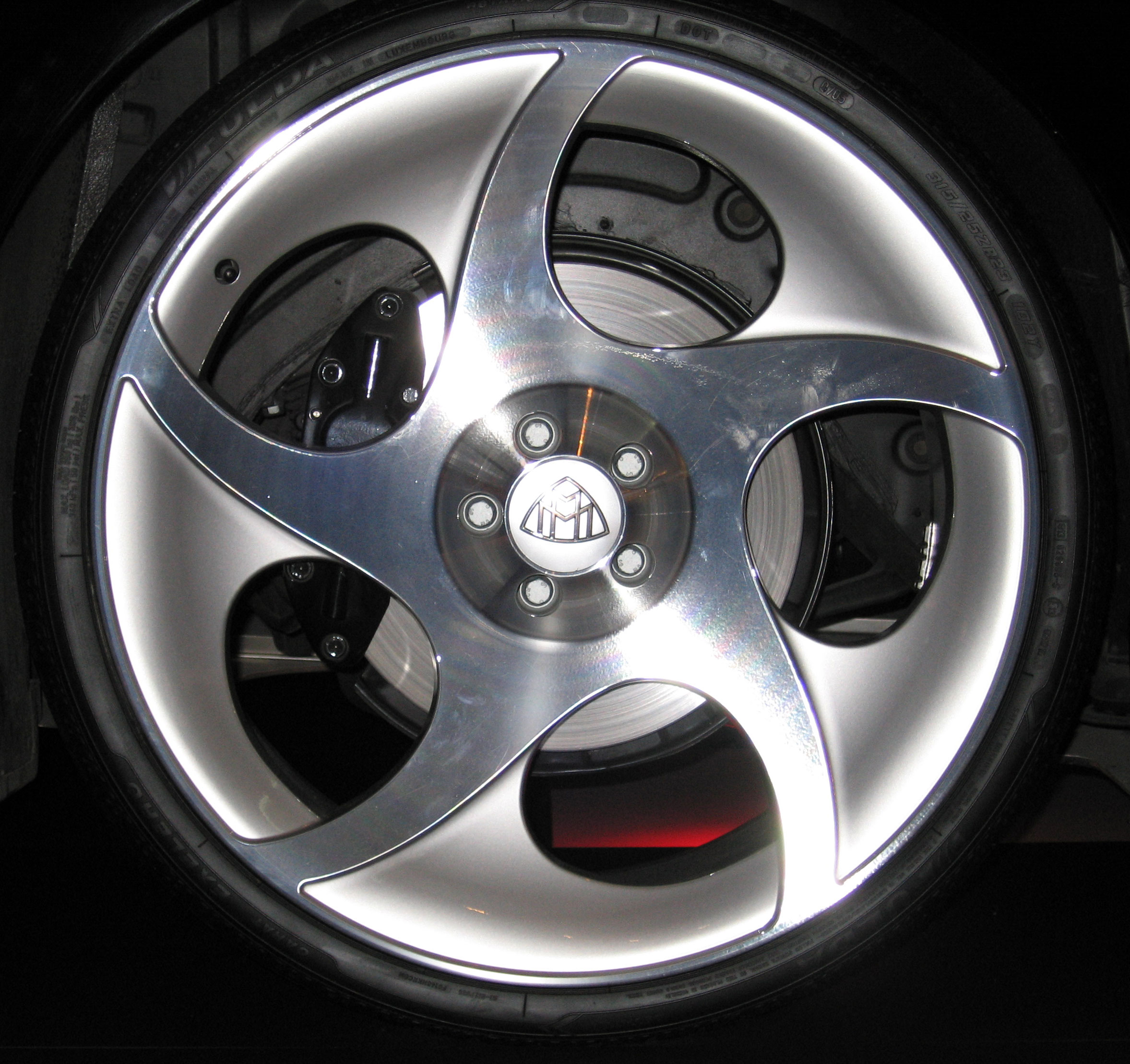
Pneu Fulda et jante Ronal de 23 pouces